# Verrallina assamensis
Verrallina assamensis är en tvåvingeart som beskrevs av Bhattacharyya, Tewari, Prakash, Mohapatra och Mahanta 2004. Verrallina assamensis ingår i släktet Verrallina och familjen stickmyggor. Inga underarter finns listade i Catalogue of Life.